# スタニスラワ・ワラシェビッチ
スタニスラワ・ワラシェビッチ（Stanisława Walasiewiczスタニスワーヴァ・ヴァラシェーヴィチ、1911年4月3日- 1980年12月4日）は、ポーランドの陸上競技選手。

## 経歴
ワラシェビッチは2歳のときにポーランドからアメリカに移民してきた。何度もアメリカの市民権を得ようとしたものの認められなかった。ワラシェビッチはアメリカの市民権をとる前から、陸上競技会で数多くのタイトルを獲得してきた。ワラシェビッチはふだんはステラ・ウォルシュと名乗っていた。
ワラシェビッチは優秀なランナーになったことで、ついにアメリカの市民権を得ることができた。しかし、ワラシェビッチは1932年ロサンゼルスオリンピックにはポーランドの代表としてオリンピックに参加することとした。
ワラシェビッチは予選と準決勝の両方で11秒9と当時の世界タイ記録の好走を見せ、決勝に進出。決勝でも11秒9を出し、金メダルの栄冠に輝いた。さらにワラシェビッチは同日行われた円盤投にも出場し6位という結果を残している。さらに4年後の1936年ベルリンオリンピックに出場し、オリンピック連覇を目指した。しかし、当時の世界記録保持者であったヘレン・ステフェンスに敗れ銀メダルに終わった。
1947年に結婚し、ステラ・ウォルシュ・オルソンとなる。その後40歳になる1951年までワラシェビッチは競技会で勝利を収め続けてきた。

## その後
1980年にワラシェビッチは強盗に襲われ殺された。ところが検死の際、ワラシェビッチは実は両性具有者であることが判明した。見た目は女性であったが、体には睾丸も備わっていたのである。1992年まで国際陸連はワラシェビッチのような両性具有者が女性の競技に出場することを許していなかった。ワラシェビッチが残してきた記録を抹消するか否かという議論が発生した。しかし国際オリンピック委員会と国際陸連はともに抹消するといった決定はせず、ワラシェビッチの残した記録は現在まで残っている。